# Acide 1-aminocyclopropane-1-carboxylique
Pour les articles homonymes, voir ACC.
L'acide 1-aminocyclopropane-1-carboxylique (ACC) est un acide α-aminé non protéinogène comportant un cycle cyclopropane. C'est un intermédiaire important de la biosynthèse de l'éthylène par les plantes chez lesquelles l'éthylène est une phytohormone, : il est produit par l'ACC synthase à partir de la S-adénosylméthionine (SAM) et est converti en éthylène par l'ACC oxydase. C'est également un agoniste partiel pour les récepteurs NMDA chez les mammifères.